# 4068 Menestheus
4068 Menestheus è un asteroide troiano di Giove del campo greco del diametro medio di circa 62,37 km. Scoperto nel 1973, presenta un'orbita caratterizzata da un semiasse maggiore pari a 5,1484192 UA e da un'eccentricità di 0,0726928, inclinata di 17,55889° rispetto all'eclittica.
L'asteroide è dedicato a Menesteo, re di Atene.